# Браун, Рэй
Рэй Браун (англ. Ray Brown; 13 октября 1926 — 2 июля 2002) — американский джазовый музыкант, один из лучших джазовых контрабасистов. В основном, его творчество можно отнести к жанру бибоп. Его игра отличается точностью, красотой и отличимостью звука, полнотой и виртуозностью сделанных со вкусом басовых соло, устойчивым развитым динамичным свингом.

 Он играет настолько совершенные ноты, как будто бы сидел всю ночь, устанавливая пальцы в наилучшие позиции для игры. Он - Бах среди басистов — Дон Томпсон
Рэй Браун оказал очень большое влияние на манеру исполнения и технику игры многих джазовых басистов.

## Биография и карьера
Рэй Браун родился в Питтсбурге, 13 октября 1926 года. Его первым инструментом было фортепиано, уроки которого Рэй Браун стал брать с восьми лет. Его отец хотел, чтобы Рэй Браун играл как Фэтс Уоллер, и в том возрасте Рэй играл его произведения на память. Затем, отец захотел, чтобы Рэй играл как Арт Тэйтум. Как вспоминает сам Рэй Браун
…Это было уже несколько сложнее. Но это не было причиной тому, что я оставил игру на фортепиано. Я не мог найти себя в фортепиано. Оно не давало мне того, что я хотел. Кроме того, я был в школьном оркестре, а там было четырнадцать пианистов… 
Рэй хотел играть на тромбоне, но семья не могла себе позволить купить инструмент (или, может быть, тромбон также не давал ему того, что он искал). В школе был контрабас, и Рэй начал играть на нём — к тому же ему некоторое время позволялось уносить его домой на выходные. Но все же, в конце концов, отцу пришлось купить ему инструмент.
Несмотря на то, что он уже имел предложения от профессиональных джаз-бэндов, мать заставила его окончить школу. Немедленно по её окончании в 1944 году, Рэй Браун покинул город и был занят в течение полугода в Jimmy Hinsley’s band, а затем в Luis (Snookum) Russell’s band. В тот момент Рэй Браун испытывал сильное влияние Джимми Блантона, басиста оркестра Дюка Эллингтона.
В 1946 году Рэй Браун счел себя достаточно подготовленным, чтобы попытать счастья в Нью-Йорке. Сразу по прибытии он направился в клуб на 52-й улице, где, наряду с известнейшими джазменами того времени, он встретил Хэнка Джонса, с кем был знаком, а тот, в свою очередь, познакомил его с Диззи Гиллеспи.
 После того, как мы поговорили, Хэнк сказал: «Только что пришёл Диззи Гиллеспи». Я сказал: «Где?! Представь меня! Я хочу с ним встретиться». Хэнк представил меня…«Ты хочешь сыграть?» — спросил Диззи. Я был близок к инфаркту… 
После прослушивания, восемнадцатилетний Рэй Браун был принят в группу. Наряду с ним и Диззи в ней играли Бад Пауэлл, Макс Роч и Чарли Паркер, а чуть позже добавился Милт Джексон. Рэй Браун оставался в оркестре Диззи до 1948 года. Тогда, в качестве приглашенного гостя, в концертах группы участвовала молодая певица Элла Фицджеральд . В 1948 году Рэй Браун оставил работу у Диззи Гиллеспи и в это же время женился на Элле Фицджеральд. C 1948 года по 1951 год Рэй Браун работал в трио вместе с Хэнком Джонсом и Чарли Смитом Брауном, где он был в том числе и музыкальным директором. Это трио наряду с собственной работой, аккомпанировало Элле Фицджеральд. В 1952 году Рэй Браун с Эллой Фицджеральд развелись, но остались добрыми друзьями на всю жизнь.
Ещё в 1949 году Рэй Браун встретил Оскара Питерсона, джазового пианиста, с которым впервые сыграл в том же году на Jazz at the Philharmonic concert, а с 1951 года началась совместная работа, которая продолжалась вплоть до 1966 года. Также в этот период Рэй Браун работает с Milt Jackson Quartet, который через год превращается в именитый Modern Jazz Quartet. Кроме того, Рэй Браун гастролирует с проектом Jazz at the Philharmonic.
В 1966 году Рэй Браун переехал в Лос-Анджелес, что вызвало панику среди живущих там басистов, решивших, что Рэй Браун отнимет у них студийную работу. Браун в самом деле стал весьма востребованным студийным музыкантом, однако он кроме того занимался продюсированием и менеджментом. В то время им были написаны пособия для игры на контрабасе, и там же он разработал свой отличительный знак — инструмент, представляющий собой гибрид контрабаса и виолончели и ставший предшественником баса-пикколо. Многие молодые басисты Лос-Анджелеса в конце концов поняли, что ошибались в прогнозах. Рэй Браун не только не отнял у них работу, но и напротив, выступил талантливым преподавателем и менеджером, продвигающим молодые таланты.
С 1972 года сотрудничает с Дюком Эллингтоном, в 70-е годы басист руководит известными джазовыми фестивалями Monterey и Concord.
C 1974 года по 1982 год, Рэй Браун выступал и записал несколько альбомов с гитаристом Лориндо Альмейдо, саксофонистом и флейтистом Бадом Шэнком и барабанщиком Шелли Мэнном, которого после 1977 года заменил Джефф Хамильтон. Группа выступал под названием The L.A. Four.
В течение своей долгой карьеры Рэй Браун записывался со многими известными музыкантами. В 90-х Браун создает свой всемирно известный проект «Some of My Best Friends Are…», в котором он играет с самыми именитыми музыкантами старого и нового джаза.
Рэй Браун умер по дороге в Индианаполис, где должен был играть в концерте Jazz Kitchen, в то время, когда он вздремнул после партии гольфа. В соответствии с его инструкциями на случай смерти, на похоронах была организована вечеринка — джем-сейшн продолжался весь вечер.

Я просто играю на контрабасе уже почти шестьдесят лет. Я думаю… Басист должен всегда иметь прежде всего отличный ритм и отличный звук. Хорошо взаимодействовать с ансамблем.
Что такое джаз? Джаз — это чувство. Это зависит от тебя, от того, что эта музыка для тебя означает. Для разных людей — по-разному. Для меня джаз — доброе чувство, оно заставляет меня улыбаться, двигаться, притоптывать ногой.
Разные ощущения джаза чаще всего и не пересекаются, потому что те, кто по-другому чувствует, по-другому и играют. Я играю вот так — со свингом. И в коллективах, где я играл, всегда ценили именно это, иначе меня бы и не приглашали».
По версии DDD Рэй Браун занимает 4 место среди лучших джазовых музыкантов стиля хард-боп, 7 место среди лучшых джазовых басистов, его совместный с Дюком Эллингтоном альбом This One’s For Blanton занимает 106 место среди лучших джазовых альбомов.
Его песня «Gravy Waltz» в 1963 году была удостоена Грэмми как лучшая джазовая композиция, и дважды (1990, 1991) Рэй Браун в составе трио Оскара Питерсона был лауреатом премии в номинации «лучшее джазовое выступление»
Из книги «Джазовые портреты» Харуки Мураками:

В игре Рэя Брауна нет лишних хитростей. Он играет просто, по-деловому. Демонстрируя мастерские соло, вызывающие возгласы восхищения, Рэй Браун никогда не выставляет целиком весь арсенал коронных «штучек». Своей невозмутимостью он напоминает искусного собеседника, временами вставляющего в светскую беседу острое словцо. Рэй Браун четко знает, что главная цель контрабасиста — задавать ритм, указывая тем самым другим исполнителям на их место в музыкальном процессе. Все остальные «штучки» — всего лишь «скромный десерт», подавать который ему доставляет большое удовольствие. Слушая Рэя Брауна, чувствуешь, как рождается джаз, и к горлу подкатывает комок. В этом и заключается величие музыканта.

## Дискография

### Сольные работы (в качестве лидера)
- New Sounds in Modern Music (1946), Savoy Records
- Bass Hit! (1956), Norgran Record
- This is Ray Brown (1958), Polygram
- Jazz Cello (1960), Verve Records
- Ray Brown with the All Star Band (1962), Verve Records
- Featuring Cannonball Adderley (1962), Verve Records
- Much in Common with Milt Jackson (1962), Polygram
- Ray Brown with Milt Jackson (1965), Verve Records
- This One's for Blanton (c Дюком Эллингтоном) (1972), Original Jazz
- The Giants (с Оскаром Питерсоном и Joe Pass) (1974), Original Jazz Classics
- Hot Tracks (с Gerb Ellis (1975), Concord Jazz
- Brown's Bag (1975), Concord Jazz
- Overseas Special (1975), Concord Jazz
- The Big 3 (1975), Pablo Records
- As Good as it Gets (1977), Concord Jazz
- Something for Lester (1977), (Japanese)
- Tasty! (1979), Concord Jazz
- Live at the Concord Jazz Festival (1979), Concord Jazz
- Echoes from West (1981), Atlas
- Ray Brown, vol 3 (1982), Japanese
- Milt Jackson (1982), Brown Jam - (Pablo Records
- Soular Energy (1984), Groove Note/Concord Jazz
- One O'Clock Jump (1984), Verve Records
- Bye Bye Blackbird (1985), Paddle Wheel
- Don't Forget the Blues (1985), Concord Jazz
- The Red Hot Ray Brown Trio (1985) Telarc (частично переиздан Concord Jazz Live from New York to Tokyo (2003)),
- Two Bass Hits (1988), Capri
- Bam Bam Bam повторный выпуск (1988), Concord Jazz
- Georgia on My Mind (1989), LOB
- Moore Makes 4 (1990), Concord Jazz
- Summer Wind: Live at the Loa (1990), Concord Jazz
- 3 Dimensional: The Ray Brown Trio (1991), Concord Jazz
- Ray Brown's New Two Bass Hits (1991)
- Bassface (1993), Telarc
- Black Orpheus (1994), Evidence
- Don't Get Sassy (1994), Telarc
- Some of My Best Friends Are ... The Piano Players (1994), Telarc
- Seven Steps to Heaven (1995), Telarc
- Some of My Best Friends Are ... The Sax Players (1996), Telarc
- Live at Scullers (1996), Telarc
- SuperBass (1997), Telarc
- Some of My Best Friends Are ... Singers (1998), Telarc
- Summertime (Ray Brown Trio, Ulf Wakenius (1998), Telarc
- Moonlight in Vermont (1998), Prevue
- Christmas Songs with The Ray Brown Trio (1999), Telarc
- Some of My Best Friends Are ... The Trumpet Players (2000), Telarc
- Blues for Jazzo (2000), Prevue
- Live at Starbucks (2001), Telarc
- SuperBass 2 (2001), Telarc
- In the Pocket (с Gerb Ellis/Ray Brown Sextet (2002), Concord Jazz
- Some of My Best Friends Are ... Guitarists (2002), Telarc
- Walk On (2003), Telarc
- Live from New York to Tokyo (2003), Concord Jazz
- Bassics: The Best of the Ray Brown Trio 1997-2000 (2006), Concord Jazz

### Как соисполнитель
- Quadrant (1977) с Милтом Джексоном, Mickey Roker, Джо Пассом, Original Jazz Classics
- Rockin' In Rhythm (1977) с Хэнком Джонсом, Джимми Смитом, Concord Jazz
- As Good as It Gets The Duo Sessions (2003), Telarc, (2000), Concord Jazz
- Tasty(1978) с Jimmy Rowles, Concord Jazz
- Breakin' Out (1987) с Джорджем Ширингом, Marvin Smith, Concord Jazz
- Listen Here! (1989) с Gene Harris Quartet, Concord Jazz
- Uptown: Songs of Harold Arlen с Дюк Эллингтоном и другими (1990) с Андре Превином, Mundell Lowe, Telarc
- Old Friends (1991) с Андре Превином, Telarc
- The More I See You (1995) c Оскаром Питерсоном, Кларком Терри, Бенни Картером, Telarc
- Introducing Kristin Korb с the Ray Brown Trio (1996), Telarc
- Triple Play (1998), Telarc
- The Duo Sessions (2000) с Jimmy Rowles, Concord Jazz
- Triple Scoop (2002), Concord Jazz
- Ray Brown, Monty Alexander, & Russell Malone (2002), Telarc
- Straight Ahead (2003) с Монти Александером и Хербом Эллисом, Concord Jazz

### Как участник
- Lady Day (1952) с Билли Холидэй, ???
- Cosmopolite (1952) с Бенни Картером, Оскаром Питерсоном, , ???
- King of Tenors (1953) с Беном Уэбстером, ???
- Bounce Blues (1953) с Беном Уэбстером, ???
- Diz and Getz (1953) с Диззи Гиллеспи, Stan Getz, ???
- Music For Loving: Ben Webster with Strings (1954) с Беном Уэбстером, ???
- Ella and Louis (1956) с Эллой Фицджеральд и Луи Армстронгом, ???
- The Poll Winners (1957) с Barney Kessel, Shelly Manne, ???
- Coleman Hawkins Encounters Ben Webster (1957)
- Blossom Dearie (1957)
- Give Him the Ooh-La-La (1957)
- Once Upon a Summertime (1958)
- Blossom Dearie Sings Comden and Green (1959)
- My Gentleman Friend (1959)
- Oscar, Ray, and Milt: The Very Tall Band (1961) с трио Оскара Питерсона, Telarc
- Night Train (1962, с трио Оскара Питерсона, Polygram
- These Are the Blues (1963) с Эллой Фицджеральд Verve
- Montreux '77 (1977) с Оскаром Питерсоном, Original Jazz Classics
- Soaring (1977) c Barney Kessel, Jake Hanna, ???
- Jackson, Johnson, Brown & Company (1983), Original Jazz Classics
- King of America (1986) c Элвисом Костелло, Columbia
- After Hours: Jazz Standards (1989), Telarc
- The Legendary Oscar Peterson Trio Live at the Blue Note (1990), Telarc
- Last Call at the Blue Note (1990) с Оскаром Питерсоном, Telarc
- Saturday Night at the Blue Note (1990) с Оскаром Питерсоном, Telarc
- Encore at the Blue Note (1990) с Оскаром Питерсоном,Telarc
- Jazz Showcase (1994), Telarc
- Santa's Bag: An All-Star Jazz Christmas (1994), Telarc
- Frank Morgan: Love, Lost & Found (1995), Telarc
- Oscar and Benny (1998) с Оскаром Питерсоном, Benny Green, Telarc
- Jazz: Live from New York (2001), Telarc